# Adrian Tchaikovsky
Adrian Czajkowski (Woodhall Spa, Lincolnshire; 14 de junio de 1972) ―quien firma sus libros con la grafía Adrian Tchaikovsky― es un escritor británico de fantasía y ciencia ficción. Es conocido por su serie fantástica Shadows of the Apt y por su novela de ciencia ficción Herederos del tiempo, que ganó en 2016 el premio Arthur C. Clarke a la mejor novela de ciencia ficción publicada en Reino Unido.

## Biografía
Nació en Woodhall Spa, en el condado de Lincolnshire (Reino Unido). Estudió zoología y psicología en la Universidad de Reading, graduándose posteriormente en derecho. Hasta 2019 trabajó como asesor legal en el Departamento de Disputas Comerciales de Leeds. Vive en Leeds con su esposa e hijo.
El 23 de enero de 2019, Tchaikovsky recibió un doctorado Honoris Causa de las Artes de la Universidad de Lincoln.

## Carrera literaria
Tras quince años de infructuosos intentos, consiguió publicar su primera novela Empire in Black and Gold en el año 2008. Decidió publicar bajo el nombre Tchaikovsky, ya que la ortografía de su nombre ―de origen polaco― podría haber causado dificultades potenciales a los lectores de lengua inglesa. Posteriormente, las ediciones americana y alemana del libro así como sus secuelas se publicaron bajo el mismo nombre. Tchaikovsky expresó su deseo de que las ediciones polacas de sus novelas se imprimieran con su nombre real, pero éstas también utilizaron "Tchaikovsky".

## Obras
Serie Shadows of the Apt (2008-2014)
- Empire in Black and Gold (2008)
- Dragonfly Falling (2009)
- Blood of the Mantis (2009)
- Salute the Dark (2010)
- The Scarab Path (2010)
- The Sea Watch (2011)
- Heirs of the Blade (2011)
- The Air War (2012)
- War Master's Gate (2013)
- Seal of the Worm (2014)

Serie Herederos del tiempo (2015-2022)
- Herederos del tiempo (Children of Time, 2015)
- Herederos del caos (Children of Ruin, 2019)
- Herederos del recuerdo (Children of Memory, 2022)

Serie Ecos de la caída (Echoes of the Fall. 2016-2018)
- El tigre y el lobo (The Tiger and the Wolf. 2016)
- The Bear and the Serpent (2017)
- The Hyena and the Hawk (2018)

Serie Bioforms (2017-2021)
- Dogs of War (2017)
- Bear Head (2021)

Serie La arquitectura final (2021-2023)
- Huérfanos de La Tierra (Shards of Earth, 2021)
- La mirada del vacío (Eyes of the Void, 2022)
- Amos del Nospacio (Lords of Uncreation, 2023)

Serie Los Tiranos Filósofos (The Tyrant Philosophers, 2022-2024)
- La ciudad de las últimas oportunidades (The City of Last Chances. 2022)
- House of Open Wounds (2023)
- Days of Shattered Faith (2024)

Novelas independientes
- Guns of the Dawn (2015)
- Spiderlight (Spiderlight, 2016)
- Redemption's Blade (2018)
- Cage of Souls (2019)
- The Doors of Eden (2020)
- Alien Clay (2024)
- Service Model (2024)
- Shroud (2025)

Novelas cortas
- Ironclads (2017)
- The Expert System's Brother (2018)
- Walking to Aldebaran (2019)
- Criaturas fabricadas (Made Things, 2019)
- The House on the Old Cliff (Dyslexic Friendly Quick Read) (2021)
- Firewalkers (2020)
- Linaje ancestral (Elder Race, 2021)
- The Expert System's Champion (2021)
- One Day All This Will Be Yours (2021)
- Ogros (Ogres, 2022)
- And Put Away Childish Things (2023)
- Saturation Point (2024)